# Berald III, delfí d'Alvèrnia
Berald III dit de Clarmont-Sancerre (1380 - 28 de juliol de 1426), fou delfí d'Alvèrnia (1399-1426), comte de Sancerre i senyor de Sagonne (1419-1426) fill de Berald II, delfí d'Alvèrnia i de la comtessa Margarida de Sancerre.
Va succeir al seu pare el 1399. El 1409 va ajudar el duc de Borbó a expulsar de les seves terres als bandits que les infestaven. El 1419 va heretar el comtat de Sancerre (i la senyoria de Sagonne) de la seva mare. El 1423, Berald III va permetre al rei Carles VII de França d'instal·lar al castell de Sagonne una guarnició reial, i també altres a Sancerre i Vailly. El 31 de març de 1423 es van instal·lar un centenar d'homes d'armes a les ordes de Jean de Brosse (1375-1433), futur mariscal de França.
Va morir assassinat el 28 de juliol de 1426, per orde del rei i davant els seus ulls, per causes desconegudes. El botxí fou Tannegui du Châtel.

## Matrimoni i fills
El 22 de juliol de 1409 es va casar amb Joana de la Tour d'Auvergne (morta abans de 1416), filla de Bertran IV de la Tour i van tenir una sola filla, Joana de Clarmont-Sancerre (1412-1436), casada amb Lluís I de Montpensier i morta el 1436 (amb 25 anys) sense fills.